# Stardew Valley
| Агрегатор  | Оцінка                                                     |
| ---------- | ---------------------------------------------------------- |
| Metacritic | IOS: 88/100 NS: 87/100 PC: 89/100 PS4: 86/100 XONE: 89/100 |

| Видання                    | Оцінка |
| -------------------------- | ------ |
| Destructoid                | 9.5/10 |
| Game Informer              | 8.7/10 |
| GameRevolution             | [ 10 ] |
| Giant Bomb                 | [ 11 ] |
| IGN                        | 8.8/10 |
| PC Gamer (Велика Британія) | 80/100 |
| Polygon                    | 9/10   |

Stardew Valley (укр. Долина Стардью) — інді-гра про сільське господарство жанру симулятор та рольова гра, що була розроблена Еріком «ConcernedApe» Бароні та видана Chucklefish. Гра вийшла у лютому 2016 для Microsoft Windows; пізніше того ж року вийшли портовані версії для OS X, Linux, PlayStation 4 та Xbox One. У жовтні 2017 вийшов порт на Nintendo Switch, у травні 2018 вийшла версія для PlayStation Vita, в жовтні 2018 року вийшла версія для iOS і пізніше в березні 2019 року вийшла версія для Android

## Ігровий процес
У Stardew Valley гравцю надається персонаж, який звільняється від біганини офісної роботи та подорожує до старої ферми свого дідуся у місці під назвою Долина Стардью, аби відновити роботу родинної ферми. Гравець керує часом та рівнем енергії свого персонажа під час прибирання території, садіння та догляду за рослинами, вирощування домашньої худоби, продукування товарів, видобування руди в шахтах, а також соціальної діяльності, включаючи романтичні пригоди, які ведуть до одруження. В містечку наявні декілька персонажів різної статі та віку, з якими можна завести романтичні стосунки. Головна мета гри — збільшення доходів задля розширення ферми. Гра має вільний кінець, що дозволяє гравцю братися за будь-яку активність у будь-якій послідовності. З квітня 2018 стало можливим мати 4-гравцеву кооперативну мультиплеєрну гру.
Натхненням для гри стала серія ігор Harvest Moon. Єдиний розробник Stardew Valley, Ерік Бароні, запозичив із Harvest Moon найцікавіші елементи ґеймплею та додав нові ігрові нововведення, користуючись своїми навичками програмування та ігрового дизайнера. Протягом чотирьох років Бароні наодинці розроблював гру та часто спілкувався із гравцями, які були зацікавленні у виході подібної гри, задля отримання порад та конструктивної критики. На середині розробки до Бароні звернувся видавець Chucklefish із пропозицією видати гру, що дозволило йому повністю сфокусуватися на розробці проєкту.
Stardew Valley отримала позитивні оцінки рецензентів та стала одною із найуспішнішою за продажами ігор на Steam протягом перших декількох місяців опісля свого офіційного виходу. Станом на кінець 2017 було продано понад 3,5 мільйони копій гри по всім ігровим платформам.

## Нагороди
| Рік  | Нагорода                                       | Категорія                        | Результат | Виноски       |
| ---- | ---------------------------------------------- | -------------------------------- | --------- | ------------- |
| 2016 | Golden Joystick Awards 2016                    | Best Indie Game                  | Номінація | [ 15 ] [ 16 ] |
| 2016 | Golden Joystick Awards 2016                    | PC Game of the Year              | Номінація | [ 15 ] [ 16 ] |
| 2016 | Golden Joystick Awards 2016                    | Breakthrough Award               | Перемога  | [ 15 ] [ 16 ] |
| 2016 | The Game Awards 2016                           | Best Independent Game            | Номінація | [ 17 ] [ 18 ] |
| 2016 | Giant Bomb's 2016 Game of the Year Awards      | Best Surprise                    | Номінація | [ 19 ]        |
| 2016 | Giant Bomb's 2016 Game of the Year Awards      | Best Game                        | Номінація | [ 20 ]        |
| 2016 | Game Developers Choice Awards                  | Best Debut                       | Номінація | [ 21 ]        |
| 2016 | Independent Games Festival                     | Seumas McNally Grand Prize       | Номінація | [ 22 ]        |
| 2016 | 2016 SXSW Gaming Awards                        | sssssss                          | Номінація | [ 23 ]        |
| 2016 | 13th British Academy Games Awards              | Best Game                        | Номінація | [ 24 ]        |
| 2016 | National Academy of Video Game Trade Reviewers | Game, Simulation                 | Перемога  | [ 25 ]        |
| 2016 | National Academy of Video Game Trade Reviewers | Game of the Year                 | Номінація | [ 25 ]        |
| 2016 | National Academy of Video Game Trade Reviewers | Original Light Mix Score, New IP | Номінація | [ 25 ]        |